# Sister Souljah
Sister Souljah, de son vrai nom Lisa Williamson, née en 1964 dans le Bronx, New York, est une rappeuse, écrivaine, activiste politique et productrice de films américaine.

## Biographie

### Jeunesse
Sister Souljah est née dans le quartier du Bronx, à New York. Elle explique dans son ouvrage No Disrespect être née dans la pauvreté. À 10 ans, elle emménage avec sa famille à Englewood, dans le New Jersey, dont les résidents sont d'origine afro-américaine, ce qui change du Bronx. Englewood compte aussi d'autres artistes comme George Benson, Eddie Murphy, et Regina Belle. Ici, elle étudie à la Dwight Morrow High School. Pensant sa période au lycée, elle traverse des pays comme le Royaume-Uni, la France, l'Espagne, le Portugal, la Finlande et la Russie. Elle travaille aussi dans un centre médical à Mtepa Tepa, un village situé dans le Zimbabwé, et assiste des enfants réfugiés en Mozambique. Elle voyage aussi en Afrique du Sud et en Zambie.

### Auteur
En 1995, Sister Souljah publie un ouvrage intitulé (en) No Disrespect, Times/Crown/Random House, 1994, 360 p. (ISBN 978-0-8129-2483-1). En 1999, elle publie (en) The Coldest Winter Ever : A Novel, Simon & Schuster, 1999, 337 p. (ISBN 978-0-671-02578-6 et 0-671-02578-3). Souljah explique avoir été reconnu pour « sa renaissance, ou Chuck D de Public Enemy pourrait appeler une révolution, littéraire. » The Coldest Winter Ever est félicité par la presse spécialisée dans le genre « littérature urbaine ».
Une suite indirecte de l'ouvrage, intitulée (en) Midnight : A Gangster Love Story, Atria/Simon & Schuster, 2008, 498 p. (ISBN 978-1-4165-4518-7, lire en ligne), est originellement annoncée pour le 14 octobre 2008, et publiée le 4 novembre 2008 ; elle atteint la septième place de la liste des bestsellers établie par The New York Times entre sa première semaine de publication jusqu'en février 2009. Une autre suite, (en) Midnight and the Meaning of Love, est publiée le 12 avril 2011 et un autre ouvrage, A Deeper Love Inside: the Porsche Santiaga Story  (ISBN 978-1-4391-6531-7), est annoncé pour le 23 octobre 2012, et publié le 29 janvier 2013. Un troisième opus de Midnight, A Moment of Silence  (ISBN 978-1-4767-6598-3), est publié le 10 novembre 2015.
Elle participe aussi occasionnellement aux magazines Essence et The New Yorker.

## Vie privée
Sister Souljah est mariée à Mike Rich, avec lequel il met au monde son fils Michael Jr..

## Controverse
Souljah se popularise pour ses propos concernant les émeutes de 1992 à Los Angeles. Lors d'un entretien le 13 mai 1992, elle explique au Washington Post : « Si les noirs tuent d'autres noirs tous les jours, pourquoi on ne tuerait pas de blancs ? »  Ils sont notamment condamnés publiquement par Bill Clinton, alors candidat à l’investiture démocrate pour l’élection présidentielle.

## Discographie
- 1992 : 360 Degrees of Power